# Кліона Манахан
Пані Кліона Манахан (англ. Cliona Manahan) — ірландський дипломат. Надзвичайний і Повноважний посол Ірландії в Чехії та в Україні за сумісництвом (з 2019).

## Життєпис
У 1978 році отримала юридичну освіту в Трініті Коледжі в Дубліні.
З 1978 року працювала у приватному секторі, а потім вступила на дипломатичну службу.
У 1980-х роках працювала приватним секретарем Посла посольства Ірландії в Лондоні під час Англо-Ірландських переговорів. Була Прес-офіцером Посольства Ірландії в Лондоні. Перерва в кар'єрі в Лондоні 1987—1992 рр.
У 1990-х роках була прес-офіцером Міністерства закордонних справ в англо-ірландських переговорів під час мирного процесу. 
У 1998—2001 рр. — заступник постійного представника OECD, Париж.
У 2001—2005 рр. — Директор з Азіатсько-Тихоокеанського регіону в політичному підрозділі під час Ірландського головування в SECCO і головування в ЄС; 
У 2005—2010 рр. — Генеральний консул Ірландії в Шотландії.
У 2010—2011 рр. — заступник начальника протоколу Департаменту міжнародних відносин, опікувалася президентськими та інші візитами високого рівня (включаючи перший державний візит до Ірландії королеви Великої Британії Єлизавети II, президента Барака Обами, офіційні візити в Данію та Іспанію).
У 2011—2012 рр. — Регіональний директор з Азії, Латинської Америки після реорганізації департаменту закордонних справ та торгівлі.
У 2012—2014 рр. — Регіональний директор Міністерства закордонних справ і торгівлі Ірландії, опікувалася двосторонніми відносинами (політичні, економічні, торгові), ASEM (Азія Європа) та ASEAN.
У 2014—2019 рр. — Посол Ірландії в Данії та в Ісландії за сумісництвом
З вересня 2019 року — Посол Ірландії в Чехії та в Україні за сумісництвом